# Kiesimenjärvi
Kiesimenjärvi är en sjö i Finland. Den ligger i kommunen Saarijärvi i landskapet Mellersta Finland, i den centrala delen av landet, 280 km norr om huvudstaden Helsingfors. Kiesimenjärvi ligger 201,2 meter över havet. Den är 4 meter djup. Arean är 2,97 kvadratkilometer och strandlinjen är 20,7 kilometer lång. Sjön  ingår i Kymmene älvs huvudavrinningsområde.   I omgivningarna runt Kiesimenjärvi växer i huvudsak blandskog.
I övrigt finns följande i Kiesimenjärvi:
- Kuolionsaari (en ö)
- Hiekkasaari (en ö)